# OpenStreetMap
OpenStreetMap (prescurtat OSM) este un proiect colectiv, în regim open source, ce are ca scop construirea unei baze de date geografice globale cum ar fi atlasele rutiere, folosind atât date introduse manual având ca fundal imagini spațiale, cât și date colectate de pe dispozitive GPS.

## Istoria

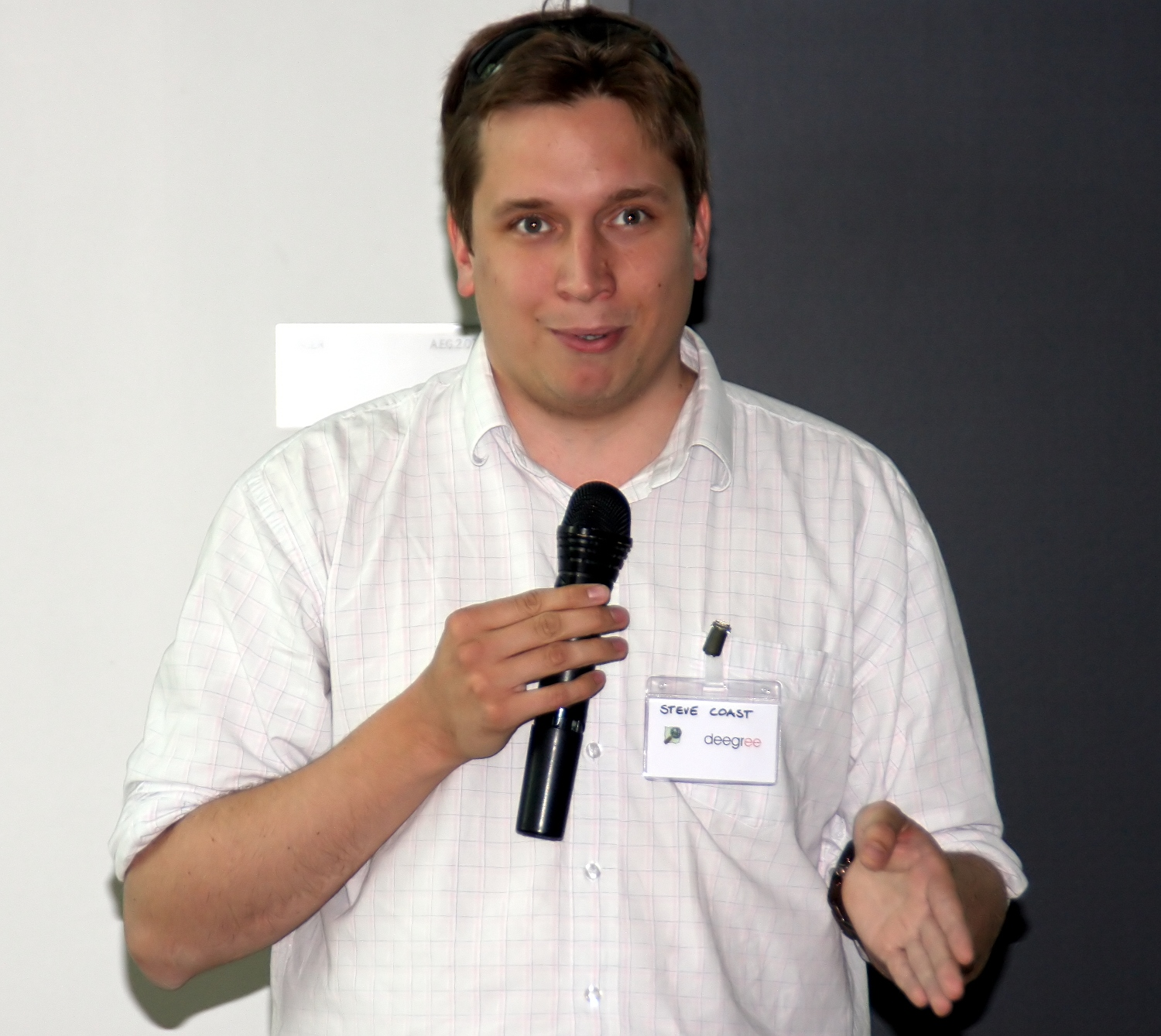
Steve Coast, 2009

OpenStreetMap a fost fondat în 2004 de către Steve Coast. În martie 2006 OSM avea infrastructura necesară cartografierii unor arii extinse, iar în iulie același an OSM avea deja 2.500 de utilizatori înregistrați care adăugaseră deja peste 9 milioane de puncte în baza de date. Un an mai târziu numărul utilizatorilor a crescut de patru ori iar numărul datelor existente a crescut de zece ori.
În aprilie 2006 a fost creată Fundația OpenStreetMap cu scopul declarat de a promova dezvoltarea și distribuția datelor geografice libere.
În decembrie 2006 Yahoo acceptă folosirea imaginilor spațiale din serviciul Yahoo! Maps ca fundal în cadrul proiectului (în cazul României există imagini spațiale la o calitate acceptabilă pentru București, Galați și Constanța).
În aprilie 2007 Automotive Navigation Data donează fundației OpenStreetMap datele complete ale Olandei și rețeaua de drumuri principale din India și China. În 2008 baza de date a rețelei stradale a guvernului USA, TIGER, este importată în baza de date OSM. În decembrie 2008 Landul German Bavaria pornește un proiect pilot pe durata de 3 luni în regiunea Oberpfalz. În cadrul proiectului se pune la dispoziția OSM o bază de date cu imaginile spațiale ale regiunii la o rezoluție de 2m, urmărindu-se în continuare obținerea întregii baze de date cu imagini spațiale a Germaniei.
Primele trackuri GPS la nivelul României sunt importate în ianuarie 2007 pe ruta Timișoara - Arad. Începând cu aprilie 2008, prin amabilitatea unei firme de transport din Timișoara, o mare cantitate de trackuri GPS sunt folosite pentru desenarea majorității drumurilor naționale și a majorității drumurilor existente momentan pe suprafața județului Timiș și a județelor limitrofe. Începând cu 2009, varianta românească a StreetView Arhivat în 16 octombrie 2013, la Wayback Machine. pune la dispoziție baza lor de trackuri GPS.

## Sursa datelor

### Prelevarea datelor de pe teren
Cea mai răspândită metodă de colectare a datelor primare o constituie prelevarea directă de pe teren de către voluntarii OSM cu ajutorul unor aparate GPS ca Navigatoare sau GPS logger. Aceste date primare sunt însoțite de notițe luate de pe teren (fotografii, schițe, înregistrări audio sau video).

### Imagini din satelit
Principala sursă de imagini o reprezintă setul de imagini din satelit ale Yahoo.
Pe lângă această sursă mai există și situl www.openaerialmap.org, dar imaginile furnizate nu sunt destul de detaliate pentru a permite realizarea unor hărți la nivel de stradă.
Unele autorități naționale sau regionale din difeite țări pun la dispoziția OSM imagini din satelit pentru a fi folosite ca bază pentru crearea hărților.

### Import
Un set imprtant de date a fost creat prin import:
- Harta USA a fost importată din baza de date TIGER [5] ale autorităților publice Americane.
- Harta Olandei a fost importată din datele donate de către compania Automotive Navigation Data.
- Harta orașului Suceava și Câmpulung Moldovenesc au fost importate de pe pagina de date geografice open source www.geo-spatial.org.

## OpenStreetMap în România

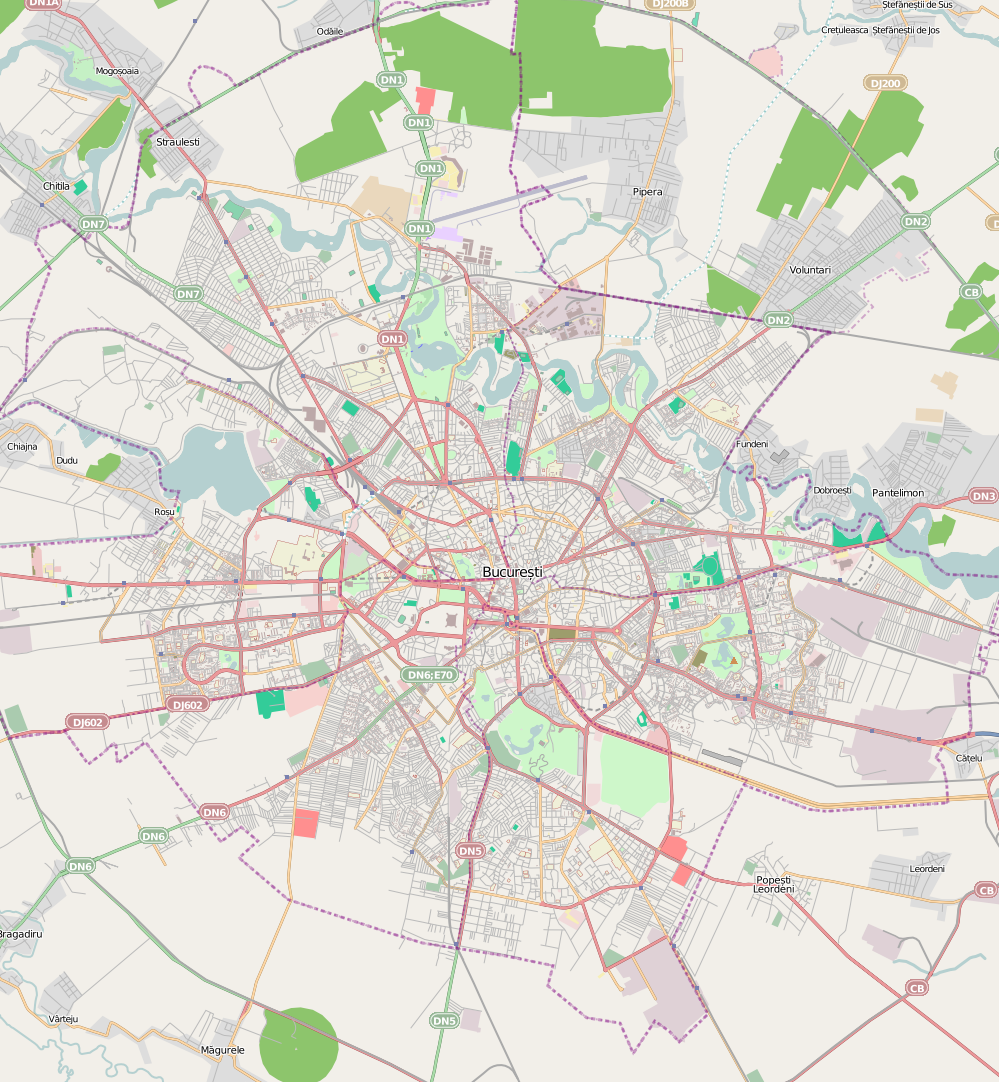
București pe OpenStreetMap în octombrie 2010

OpenStreetMap acoperă toată rețeaua de drumuri europene care traversează România și o mare parte a drumurilor naționale ajungând la o acoperire de aprox. 90% din aceste drumuri.
OpenStreetMap oferă harta aproape completă a următoarelor orașe: București, Pitești, Ploiești, Craiova, Timișoara, Arad, Cluj-Napoca, Suceava, Câmpulung Moldovenesc, Comarnic, Târgu Mureș, Hunedoara, Sibiu, Brașov, Galați, Sighișoara. De asemenea alte orașe ca Deva, Lugoj, Bistrița, Satu Mare, Oradea, Mediaș, Târgu Jiu, Simeria, Constanța, stațiunile de pe Valea Prahovei și stațiunile de pe Litoralul românesc astfel încât OpenStreetMap reușește să furnizeze una dintre cele mai bune hărți gratuite disponibile la momentul actual pentru teritoriul României.
OpenStreetMap oferă de asemenea și o proiecție a hărții destinată bicicliștilor, la www.opencyclemap.org.
Anumite servicii bazate pe datele din OpenStreetMap oferă capabilități de planificare de rute, afișare puncte de interes, afișarea unor imagini din satelit, hărți ale rețelelor de transport în comun, precum și posibilitatea de a raporta erori la nivelul hărții.